# 張鳳鶱
張鳳騫（1443年—？），字鳴岐，山東濟南府鄒平縣人，軍籍。明朝政治人物。進士出身。

## 生平
山東鄉試第五十七名。成化八年（1472年）壬辰科會試第一百九十八名，殿試登進士第二甲第六十六名。

## 家族
曾祖父張伯榮。祖父張興，曾任大使。父亲張麟，曾任河泊所官。